# 蜑家話
疍家话又称水上话，是“疍家人”的语言。 鉴于疍家人广泛分布于浙江、福建、广东、广西、海南、香港、澳門的沿海地区和主要内河。并且绝大多数经常和附近的本地人频繁交流。因此，“疍家话” 在不同的省份所指代的语言系属可以完全不同。比如两广的疍家人讲粤语疍家话。而福州疍家人则主要使用福州话。
两广沿海和西江流域的疍家话是一種粤语方言，與粵語的标准口音廣州話基本上相通。其中香港疍家语音与粤语广州话很近似，但亦有部分區別，如「香」讀作「康」、「兩」讀作「朗」。香港的英文名称「Hong Kong」正正就是疍家话发音的音译。

## 範例
| 蜑家話發音 | 意译                           | 直音例句                             |
| ---------- | ------------------------------ | ------------------------------------ |
| 愛         | 要/愛                          | 我唔愛啦！                           |
| 砸即       | 砸侧/打横                      | 個櫃砸即嚟放先放得落。               |
| yo         | 嘈                             | 好多人叫到'yo'噻（晒）。             |
| 蟬         | 死                             | 啲虾再唔食就會蟬㗎啦！               |
| 開面       | 外面                           | 行唑出開面買椅（魚）!                |
| 呔         | 釣                             | 你去唔去呔椅（魚）？                 |
| 反         | 玩                             | 你唔好反到咁夜先返。                 |
| 開新       | 捕魚                           | 你幾時去開新呀?                      |
| 大撈便     | 左方                           |                                      |
| 細撈便     | 右方                           |                                      |
| 下         | 延繩釣方式捕魚                 | 我下左十行綱(一行約80-100個魚鈎)落海 |
| day        | 知（知道），音或從潮州話文讀音 | 我唔day呀                            |

## 香港的疍家話
香港原居民有四个族群，即蜑家、圍頭、客家、福佬，圍頭人講圍頭話；水上人講蜑家話；客家人講客家話；福佬人講閩南話。其中，圍頭話和蜑家話都是粤语的分支，与当今香港的主要语言广州话，同属于粤语，基本上是相通的。
現時水上漁民經已逐漸轉到岸上生活，而他們的下一代已完全融入了主流社會。從前疍家人多數聚居在香港島的香港仔、赤柱、九龍的油麻地、新界的西貢、屯門及大嶼山的大澳或長洲等地的避風塘，市區的蜑家人由1970年代開始逐漸遷移往岸上居住，並且迅速融入主流社會。所以到了今日疍家人一般只集中在香港仔、赤柱或大澳、長洲等漁港。

## 相关作品
- 浮城 (2012年電影)